# マリサ・ダヴィラ
マリサ・ダヴィラ (Marisa Davila、1997年4月24日 - ) は、アメリカ合衆国の女優です。

## 来歴
1997年4月24日テネシー州マーフリーズボロで生まれる。 彼女の両親はともに音楽業界に携わっていた。母親のジュリー・ダビラはドラマー、打楽器教師、マーチングパーカッションの臨床医、PAS理事であり、父親のラロ・ダビラはメキシコ系アメリカ人一世で作家、音楽教授である。 、ミドルテネシー州立大学 のパーカッションディレクター。

## 主な出演作品
- クレイジー・エックス・ガールフレンド (2016年)
- うわさのツインズ リブとマディ (2016年)
- ザ・レイキング (2017年)
- 無言 (2017年)
- ユニークライフ (2017年)
- クローク&ダガー (2018年)
- トーナメント (2018年)
- 私たちは友達じゃない (2018年)
- キャロルの第二幕 (2019年)
- ホリデーオンリー: とりあえずボッチ回避法? (2020年)
- 学校教育を受けた (2019年—2020年)
- ノット・オーケー (2020年)
- 恋と野球 (2021年)
- 私のビッグ・ファット・ブロンド・ミュージカル (2021年)
- スーパージャイアントロボットブラザーズ (2022年)
- グリース：ライズ・オブ・ザ・ピンク・レディー (2023年)